# گندم سیاه هیرمن
گندم سیاه هیرمن (نام علمی: Eriogonum heermannii) نام یک گونه از تیره هفت‌بندیان است.